# San José de Mayo
San José de Mayo és una ciutat i la capital del departament de San José, Uruguai.
Ubicada al centre del departament sobre la Cuchilla San José (les Cuchillas a l'Uruguai són cadenes de turons) i al marge dret del riu San José, a l'altura del km 96 de la via fèrria Montevideo-Colonia i en la intersecció de Ruta 3 i Ruta 11.
Combina les funcions polític-administratives (capital departamental), comercials (actiu centre comercial regional), financer (vinculat a la indústria i a la producció agropecuària) i industrial (agroindústries làcties, frigorífiques i molinera, química).
Fundada l'1 de juny de 1783, inicialment amb maragats, durant el segle xix va adquirir un important dinamisme comercial i cultural que la van transformar en el "Montevideo petit" i que va acabar a començaments del segle xx amb la construcció del Teatre Bartolomé Macció. Va ser declarada ciutat el 12 de juliol de 1856.

## Arquitectura
- Teatre Bartolomé Macció: va ser inaugurat el 5 de juny de 1912 amb la presència del poeta Juan Zorrilla de San Martín. És l'edifici arquitectònicament més important de la capital maragata; ha estat declarat monument històric nacional. Té una capacitat per a 700 espectadors distribuïts en un format de ferradura del típic teatre d'òpera a la italiana. Va ser l'últim lloc on va actuar Carlos Gardel en terra uruguaiana, abans del seu tràgic final.

| Any  | Ciutat | Aglomeració |
| ---- | ------ | ----------- |
| 1963 | 27.482 | 27.482      |
| 1975 | 28.424 | 28.616      |
| 1985 | 31.825 | 32.195      |
| 1996 | 34.927 | 35.675      |
| 2000 | 36.129 | 37.032      |

## Personatges il·lustres
- Francisco Canaro Gatto, compositor.
- Francisco Espínola, escriptor.

## Imatges

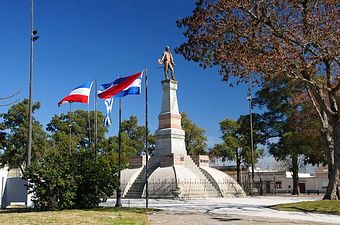
Plaça Independència.
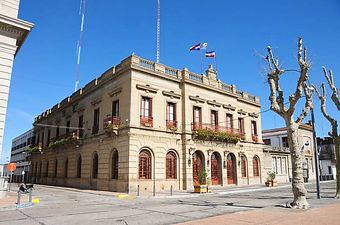
Intendència Municipal de San José.
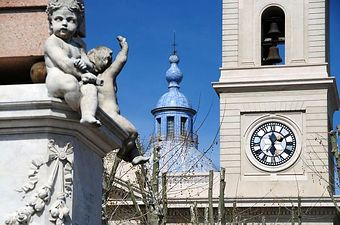
Plaça dels Trenta-tres Orientals.